# 原正市
原 正市（はら しょういち、1917年8月28日 - 2002年10月19日）は、日本の水稲専門家で、中国での水稲栽培の改善・収量増加を指導し、北海道日中友好協会顧問を務めた。

## 概要
1917年、北海道岩見沢市の農家出身。北海道帝国大学農学部卒業。1952年から1974年まで北海道庁に勤務、その後、北海道農業協同組合中央会に1982年まで勤務した。1979年6月、農業視察団の副団長として中国を訪問した原は、現地の農家が種籾を直接田に撒いていたので農業の指導を行い、「畑苗移植法」の栽培技術を伝えた。黒竜江省を皮切りに中国25省151県を21年間で63回訪問、水稲の栽培技術を教え続けた。1982年から2002年までの21年間に中国に滞在した日数は、1522日に及ぶ。この栽培技術を用いる事により面積あたりの収量が2倍が可能となる。また、北海道と同様の寒冷地である黒竜江省だけでなく華南においても有効である事が実証され、中国全土に広まった。中国全土では、原の指導により、米が200万トン以上増産されたとされる。現在では、原の指導した手法が中国の水稲の作付け面積の50%以上で実践されており、中国の人々からは「洋財神（ヤンサイシェン）」（外国から来て懐を豊かにしてくれた神様）と呼ばれ、慕われた。原の貢献に対し、中国政府は1992年、中国国家友誼賞。1996年5月14日、「国際科学技術合作賞」を贈った。1998年に当時の中国国家主席江沢民が訪日して北海道に来た際に原と面談している。2002年10月19日、がん性腹膜炎により北海道岩見沢市の病院で死去。享年85。島田ユリ著による伝記「洋財神 原正市」が1999年12月に私家出版され、2009年に中国語版「待到稲花飄香時」が中国にて出版された。北海道テレビ放送が原を特集したドキュメンタリー番組「大地を黄金色に変えた～原 正市が結んだ日中の絆～」を作成、2008年12月31日に放送した。

### 巡回地域
- 出典[2]
- 中国33行政区（市・省・自治区）のうち30行政区
- 黒竜江省・吉林省・遼寧省・河北省・山西省・陝西省・甘粛省・寧夏回族自治区・新疆ウイグル自治区・内モンゴル自治区・北京市・天津市・四川省・重慶市・湖北省・湖南省・貴州省・江西省・江蘇省・上海市・浙江省・福建省・広東省・広西チワン族自治区・雲南省・海南省・安徽省・山東省・河南省・香港

## 書籍
島田ユリ著『洋財神 (やんさいしぇん) 原正市 中国に日本の米づくりを伝えた八十翁の足跡』北海道新聞社出版局（1999年9月）

## 文献
- 李海訓, 「中国東北における稲作農業の展開過程」 博士論文公開審査会資料（2014年12月1日）
- 鈴木俊, 「農業の技術移転に関する研究 : わが国水稲畑苗（旱育稀植）技術の中国黒龍江省への移転の実態を中心として」『村落社会研究』 4巻 1号 1997年 p.21-32, 日本村落研究学会, doi:10.9747/jrs.4.1_21

## 番組
- 報道ドキュメンタリー 大地を黄金色に変えた ～原正市が結んだ日中の絆～HTB 北海道